# Tasiocera dignissima
Tasiocera dignissima är en tvåvingeart som beskrevs av Alexander 1956. Tasiocera dignissima ingår i släktet Tasiocera och familjen småharkrankar.
Artens utbredningsområde är Uganda. Inga underarter finns listade i Catalogue of Life.